# Nils Öberg
Nils Öberg, född 1960, är en svensk ämbetsman. Han är sedan juni 2019 generaldirektör vid Försäkringskassan. Öberg sitter också i Riksgäldens styrelse och är rådgivare i regeringens AI-kommission.
Tidigare har han bland annat tjänstgjort i Europeiska kommissionen och inom Säkerhetspolisen. Han var expeditionschef på Justitiedepartementet 2005–2012 och generaldirektör vid Kriminalvården 2012–2019.  
Öberg är filosofie doktor i statskunskap. Han är son till Birgit och Jean-Christophe Öberg.